# Saint-Julien-la-Genête
Saint-Julien-la-Genête é uma comuna francesa na região administrativa da Nova Aquitânia, no departamento de Creuse. Estende-se por uma área de 11,91 km². Em 2010 a comuna tinha 225 habitantes (densidade: 18,9 hab./km²).